# تشارلز بي. لانديس
تشارلز بي. لانديس هو محرر وصحفي وسياسي أمريكي، ولد في 9 يوليو 1858 في ميلفيل في الولايات المتحدة، وتوفي في 24 أبريل 1922 في آشفيل في الولايات المتحدة. نشط حزبياً في الحزب الجمهوري. وقد انتخب عضو مجلس النواب الأمريكي.